# Weezer (The Red Album)
Weezer, es tracta del sisè àlbum d'estudi de la banda estatunidenca de rock alternatiu Weezer. És el tercer àlbum epònim de la banda i se'l coneix amb el nom de The Red Album per la seva portada de color vermell (els altres es coneixen com The Blue Album i The Green Album). Sota la producció de Rick Rubin i Jacknife Lee, l'àlbum es va publicar el 3 de juny de 2008. És el primer treball de la banda en què tots els seus membres canten alguna cançó.

## Informació
Després de l'èxit comercial de Make Believe, el grup va decidir prendre's un temps de descans novament. El líder del grup, Rivers Cuomo, va retornar a la Universitat Harvard per acabar els seus estudis i també va aprofitar per casar-se amb Kyoko Ito el 18 de juny de 2006 a Malibu. Mentrestant, Patrick Wilson i Brian Bell van aparèixer en la pel·lícula Factory Girl. Bell també va aprofitar per crear una nova banda anomenada The Relationship i Wilson va treballar en el següent àlbum de Special Goodness.
La banda va anunciar a principis de l'any 2007 que properament començaria el període de gravació. El procés es va dividir en tres parts, durant la primera es va gravar la meitat de les cançons sota la supervisió Rick Rubin, la segona es va fer a Malibú on els propis membres es van autoproduir les cançons, i l'última, ja el 2008, la va produir Jacknife Lee per encàrrec de Geffen perquè consideraven que hi mancava material comercial.
La majoria de les cançons van ser compostes per Rivers Cuomo, però per primera vegada en la seva trajectòria, els altres components també hi van contribuir força. Això va provocar que l'estructura de les cançons fos diferent a la tradicional i que cadascú contribuís amb les pròpies experiències passades i nostàlgiques per escriure les lletres. El grup havia decidit que el primer senzill fos "Troublemaker" però posteriorment fou canviada per "Pork and Beans". Aquesta cançó fou una de les últimes gravacions de l'àlbum, ja que Cuomo la va compondre com a reacció de la seva trobada amb la discogràfica, on els van comunicar que faltaven cançons més comercials per llançar l'àlbum.
El disseny de la portada de l'àlbum segueix el mateix estil dels anteriors àlbums homònims al grup i que només es diferencien pel color de la portada (The Blue Album i The Green Album). Els quatre membres del grup (d'esquerra a dreta, Brian Bell, Patrick Wilson, Rivers Cuomo i Scott Shriner) apareixen de costat, en diverses postures, mirant al front i amb el fons de color vermell.

## Llista de cançons
Totes les cançons foren escrites i compostes per Rivers Cuomo. 
| Núm.          | Títol                                                            | Composició           | Durada |
| ------------- | ---------------------------------------------------------------- | -------------------- | ------ |
| 1.            | «Troublemaker»                                                   |                      | 2:44   |
| 2.            | «The Greatest Man That Ever Lived (Variations on a Shaker Hymn)» |                      | 5:52   |
| 3.            | «Pork and Beans»                                                 |                      | 3:09   |
| 4.            | «Heart Songs»                                                    |                      | 4:06   |
| 5.            | «Everybody Get Dangerous»                                        |                      | 4:03   |
| 6.            | «Dreamin'»                                                       |                      | 5:12   |
| 7.            | «Thought I Knew»                                                 | Brian Bell           | 3:01   |
| 8.            | «Cold Dark World»                                                | Cuomo, Scott Shriner | 3:51   |
| 9.            | «Automatic»                                                      | Patrick Wilson       | 3:07   |
| 10.           | «The Angel and the One»                                          |                      | 6:46   |
| Durada total: | Durada total:                                                    | Durada total:        | 41:23  |

### Cançons de bonificació
Estats Units / Regne Unit / Japó (Deluxe Edition)
- "Miss Sweeney" (Cuomo, Sarah C. Kim) – 4:02
- "Pig" – 4:02
- "The Spider" – 4:43
- "King" – 5:11

iTunes
- "It's Easy" (Bell) – 3:10
- "I Can Love" – 3:49

Regne Unit (Standard i Deluxe Edition) / Japó (Standard i Deluxe Edition) / Austràlia / Brasil / Corea / Alemanya / Mèxic
- "The Weight" (Cover de The Band) – 4:30

Regne Unit (Standard i Deluxe Edition) / Japó (Standard i Deluxe Edition)
- "Life's What You Make It" (Cover de Talk Talk)

Japó (Standard i Deluxe Edition)
- "Meri Kuri" (Cover de BoA)

Japó Deluxe Edition DVD
- Intro
- Dope Nose
- Why Bother?
- Surf Wax America
- The Good Life
- Island In The Sun
- Undone - The Sweater Song
- Behind the scenes From Japan Tour
- 'Pork and Beans' PV
- Interview
- Song-by-song commentary

## Posicions en llista
| Llista          | Posició |
| --------------- | ------- |
| Billboard 200   | 4       |
| UK Albums Chart | 21      |
| Austràlia       | 21      |
| Canadà          | 2       |
| Japó            | 9       |
| Noruega         | 21      |
| Nova Zelanda    | 15      |
| França          | 81      |

## Personal
- Brian Bell - guitarra, veus
- Rivers Cuomo - guitarra, veus, bateria
- Scott Shriner - baix, veus, sintetitzador
- Patrick Wilson - bateria, veus, guitarra[18]
- Rick Rubin - productor (juntament amb Weezer) de les cançons 2, 4-6 i 10
- Weezer - producció de les cançons 7-9
- Jacknife Lee - productor de les cançons 1 i 3
- Rich Costey - mesclador
- Andrew Scheps, Eric J - enginyeria